# Kanton Saint-Flour-Nord
Kanton Saint-Flour-Nord (fr. Canton de Saint-Flour-Nord) je francouzský kanton v departementu Cantal v regionu Auvergne. Tvoří ho 15 obcí.

## Obce kantonu
- Andelat
- Anglards-de-Saint-Flour
- Coltines
- Coren
- Lastic
- Mentières
- Montchamp
- Rézentières
- Roffiac
- Saint-Flour (severní část)
- Saint-Georges
- Talizat
- Tiviers
- Vabres
- Vieillespesse